# Palais de la découverte
O Palais de la découverte (Palácio da Descoberta) é um museu e centro cultural científico de Paris. É instalado em 25 000 m² na ala oeste do Grand Palais, no 8.º arrondissement.

## História

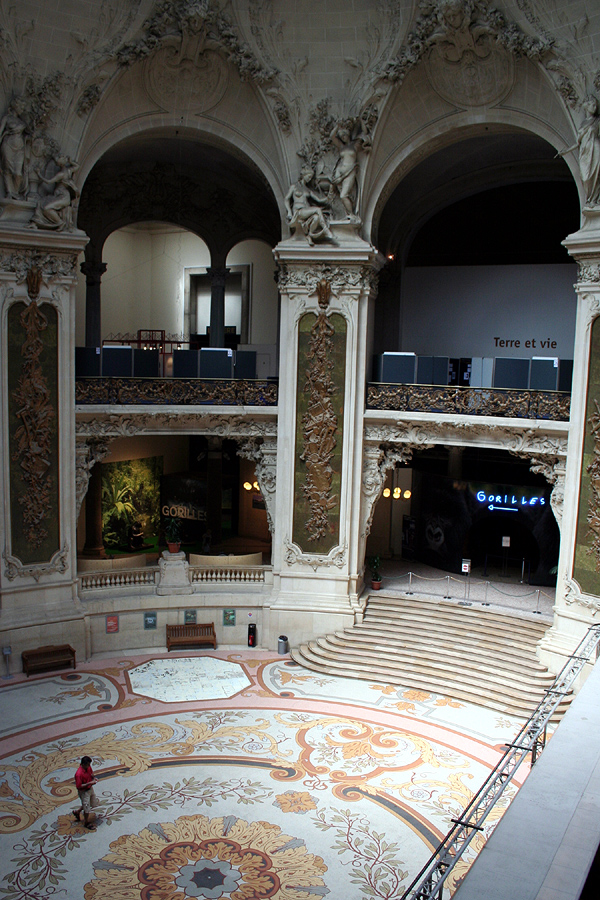
Salão do palácio.

Jean Perrin projetou o Palais de la découverte, desde 1934 e o criou em 1937 a fim de mostrar a todos os públicos "a ciência em treino de se fazer". Foi um caso de "deixar a ciência dos laboratórios", para fazer o público participar do nascimento da descoberta das ciências, fonte principal do progresso. Ele confiou então a Raymond Grégoire, pesquisador do laboratório Curie do Instituto do Rádio, a concepção e a organização do espaço dedicado à radioatividade. Paul Valéry escreveu então uma descrição entusiasta que se pode encontrar em sua coleção de Vistas sobre o mundo atual.
Enquanto era para ser provisória e fechar após o fim da Exposição de 1937, o sucesso encontrado decidiu o governo para perpetuar pelo decreto de 8 de abril de 1938 que a associa com o Fundo Nacional de Ciências. Em 9 de janeiro de 1940, um novo decreto é associado desta vez à Universidade de Paris.
Na década de 1970, seu caráter formal foi desaparecendo pouco a pouco, e as experiências se tornaram pouco a pouco mais interativas.
Em 1972, o decreto n° 72-367 28 de abril, transformou o Palais de la découverte em instituição pública autônoma. Em 1990, recebeu o status de grande instituição seguinte ao decreto n° 90 de 99 de 25 de janeiro.
Desde 1 de janeiro de 2010, o Palais de la découverte e a Cité des sciences et de l'industrie foram agrupadas em uma EPIC comum nomeada Universcience.

## Posicionamento
Na origem, enquanto que o Museu de Ciência em Londres e o Deutsches Museum em Munique por exemplo lidam com toda a pesquisa e suas aplicações práticas e técnicas, e o Palais obedece a um desejo presente investigação fundamental e seus métodos - enquanto a técnica está hospedado no Museu de Artes e Ofícios. As seções são a fluorescência, fosforescência, óptica, descargas em gases, eletrostática, o pêndulo de Foucault, raios catódicos, raios X, biologia, planetário.
Este caráter desapareceu gradualmente a partir da década de 1970 (a crítica de novos projetos, tais como de Denis Buican, afirmam que o Palais parece mais uma quermesse). Por exemplo, o museu não incluía um refrigério nesta época. No lugar de refrigério atual fica uma enorme coluna de vidro, demonstrando que a natureza não tem mais "horror ao vácuo", passada uma certa altura de água.

## Mediação oral

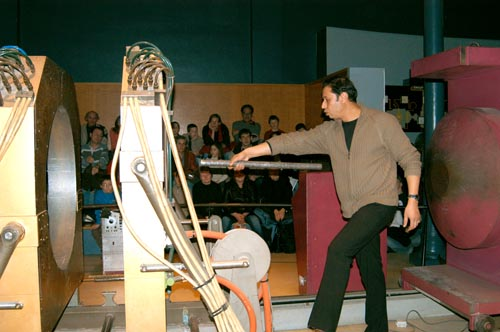
Um mediador em ação.

Por falta de tempo ou de meios, a maioria dos principais experimentos científicos não são mostrados para os alunos que por diagramas e, mais raramente, por filmes. A experiência é logo esquecido, apenas o resultado, o teórico do direito, para ser armazenado na memória. No entanto, a maioria dos jovens que haviam anteriormente participado ativamente de manifestações, tais como o eletrostática ou o nitrogênio líquido foram memorizar melhor os fenômenos, porque eles foram associados com uma experiência de mudança de vida. O tamanho dos experimentos e a dramatização de sua apresentação foram para reforçar a memória de longo prazo.
No entanto, se ele pode ser de interesse para a ciência e das manipulações experimentais, um conceito científico não é sempre fácil de compreender. Além disso, o diálogo dos jovens com um mediador científico apaixonado é inestimável e mesmo muitas vezes indispensável. As manifestações do Palais de la découverte – apresentações de mediadores de experiências realizadas em conluio com o público – envolver os jovens em uma aventura que, muitas vezes, lhes dá uma nova imagem da ciência.

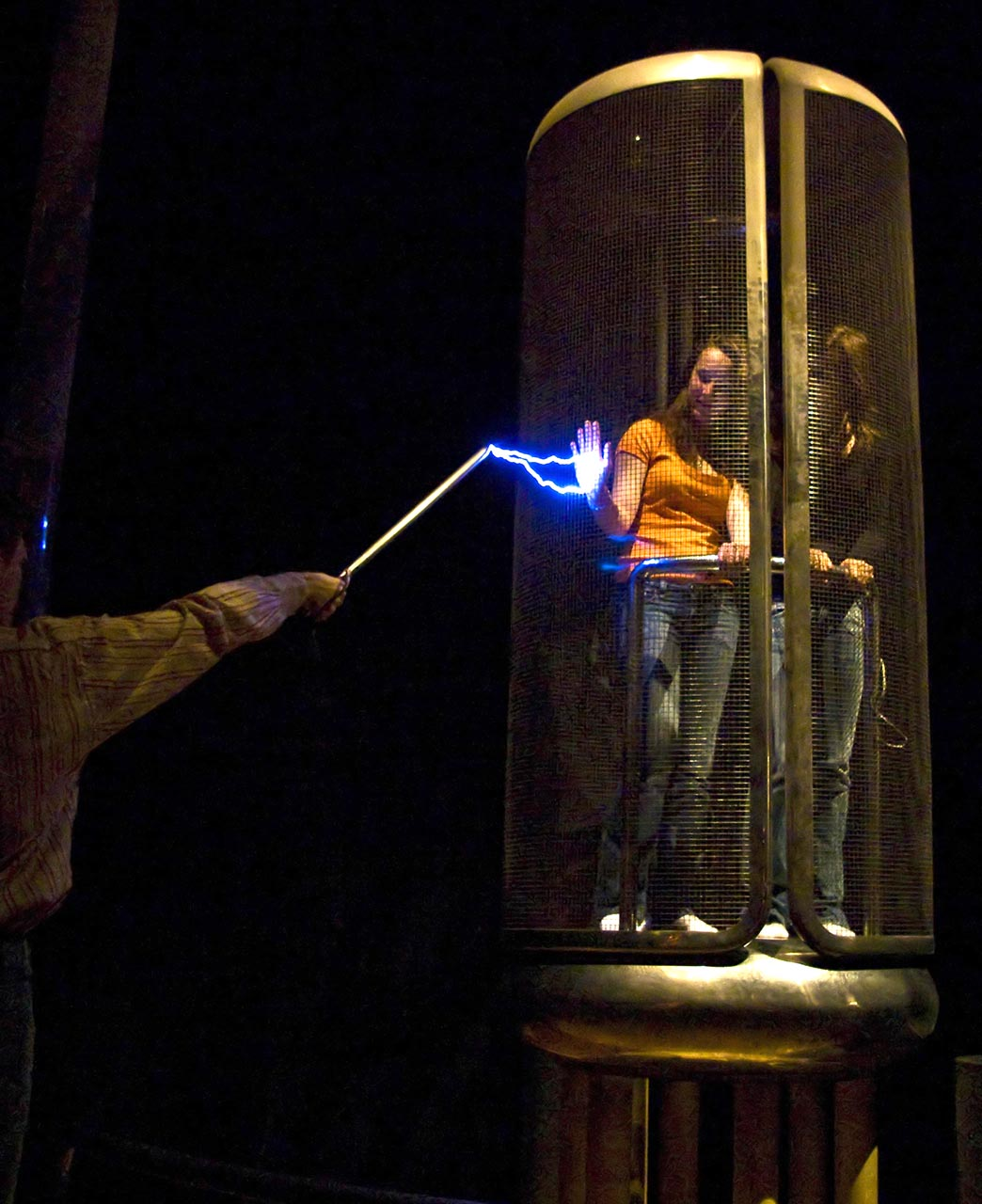
A experiência da gaiola de Faraday no Palais de la découverte.

Por exemplo, quando um visitante instalado no carrossel inercial lança uma bola à sua frente vizinho, ele descobre com surpresa que a trajetória é curva. Tais situações, em que o senso comum é colocar em padrão, são atuais em 20 salas de apresentações durante um dos mais de 80 diferentes apresentações que são feitas em uma base diária. Este dispositivo, em que o visitante é confrontado com uma experiência real confuso é uma das chaves para o sucesso do Palácio. A partir de um questionamento e bem focado, o provedor de justiça levará a público o mais longe possível em uma aventura de conhecimento.
Uma vez que a sua atenção é capturada, o visitante pode iniciar o caminho para a descoberta de um conceito previamente não entendeu.

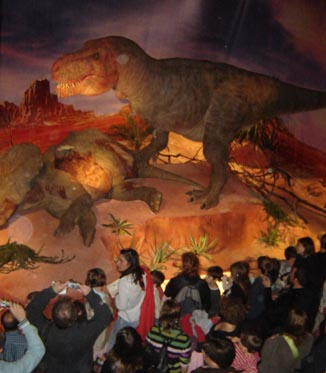
A exposição Dinosaures.

Se ele é capaz de satisfazer um público exigente, o Palais de la découverte propõe, acima de tudo, o objetivo de popularização da ciência. Suas exposições, tais como os dinossauros, desenham em um público familiar, dado o caráter não-estritamente científico das grandes reconstruções e modelos animados, muito realistas, dos dinossauros.
Os visitantes são encorajados a jogar com o pesquisador: observar, comparar as cenas para fazer a sua própria ideia e, em seguida, discutir com um verdadeiro cientista, cujo objetivo é apresentar experiências atraentes para dar às crianças as chaves para entender a ciência e a se interessarem.